# Maya Akiba
Maya Akiba é uma judoca japonesa.
Ela ganhou uma medalha de ouro no Campeonato Mundial de Judo de 2021 e duas medalhas (uma de ouro e uma de prata) na Universíadas em Nápoles.